# 12. pehotna divizija (Irak)
12. pehotna divizija je pehotna divizija Iraške kopenske vojske, ki spada pod okrilje Severnih sil IKV.

## Organizacija
- Štab
- 12. bataljon specialnih sil
- 12. komando bataljon
- 46. lahka pehotna brigada
- 47. lahka pehotna brigada
- 48. lahka pehotna brigada
- 49. motorizirana brigada
- 12. poljski artilerijski polk
- 12. poljski artilerijski polk
- 12. lokacijsko poveljstvo

- 12. bazna varnostna enota
- 12. vzdrževalna baza
- 12. motorizirani transportni polk

- 12. divizijski trenažni center